# 스카일런 브룩스
스카일런 브룩스(영어: Skylan Brooks, 1999년 2월 12일 ~ )는 미국의 배우이다.

## 출연 작품

### 영화
- 미스터와 피트의 피할 수 없는 패배 (2013, The Inevitable Defeat of Mister & Pete)
- Oliver, Stoned. (2014) - 토머스 역
- 사우스포 (2015) - 호피 역
- 크라운 하이츠 (2017)
- 다키스트 마인드 (2018) - 첩스 역

### 텔레비전
- 겟 다운 (2016) - 라라 키플링 역